# Полонский, Самуил Владимирович
Самуил Владимирович Полонский (14 сентября 1902, Гайсин, Подольская губерния — 2 мая 1955, Москва) — белорусский советский композитор, хормейстер. Один из основоположников белорусской композиторской школы. Заслуженный артист БССР (1940).

## Биография
Родился 14 сентября 1902 года в Гайсине Подольской губернии в еврейской семье. Отец был клезмером, Самуил рано приобщился к музыке. Став ещё ребёнком участником клезмерской капеллы в качестве скрипача, играл на традиционных еврейских свадьбах. После окончания гимназии, с 1919 по 1922 гг., служил в Красной армии, затем поступил в Киевский музыкально-драматический институт на хоровой факультет. Выпустился в 1926 году, но ещё два года занимался здесь же по композиции у педагогов Ревуцкого Л.Н. и Золотарёва В.А.
В 1928 году переезжает в Минск и вскоре по праву становится одним из ведущих белорусских композиторов, параллельно работая хормейстером. В 1929-1941 гг. Самуил Владимирович руководит республиканской хоровой капеллой БССР, еврейским государственным ансамблем Белоруссии, Ансамблем песни и пляски Белорусского военного округа. Как композитор сочиняет музыку на стихи белорусских поэтов, которые становятся хоровыми и сольными песнями, оркестровые и сольные инструментальные произведения, оперетту. Его творчество опирается на белорусский и еврейский национальный фольклор, а также русскую музыкальную классику. Особым успехом пользовались «Песня поселян» и «Колыбельная», написанные на стихотворные отрывки из поэмы Изи Харика «Хлеб» 1925 г., «Биробиджанский фрейлехс» на слова Ицика Фефера, «Вечеринка в колхозе» на стихи Янки Купалы.
С 1941 по 1942 гг. Самуил Полонский работает музыкальным редактором Западно-Сибирской киностудии в Новосибирске. С 1942 по 1943 гг. является художественным руководителем Белорусского ансамбля песни и танца, который находится в эвакуации на Урале. В 1944-1945 гг. Полонский осуществляет художественное руководство Шахтерским ансамблем песни и пляски Подмосковного угольного бассейна.
С 1945 г. до собственной кончины в 1955 г. жил в Москве.

## Сочинения
- Для симфонического оркестра — Сюита на темы еврейского песенного фольклора;
- Для духового оркестра — Фантазия на белорусские темы, Белорусский марш; марш Сибиряк;
- Для оркестра белорусских народных инструментов — музыкальная картинка «Ярмарка»;
- Для скрипки и фортепиано — Рапсодия;
- Для трубы и фортепиано — Вариации на еврейские народные темы, Свадебная, Каприс;
- Для гобоя и фортепиано — Белорусские напевы, Песня пастуха;
- Для фагота и фортепиано — Два вальса, На лужайке;
- Для альта и фортепиано — Баллада, Старинный танец;
- Для мандолины и фортепиано — Листок из альбома;
- Для фортепиано — Еврейская рапсодия, Свадебная, Белорусская протяжная и плясовая;
- Для солистов, хора, флейты, гобоя и секстета домр — Сюита;
- Для голоса и фортепиано — романсы, песни на слова Т. Шевченко, М. Лермонтова, Я. Коласа,  В. Лебедева-Кумача, М. Исаковского, М. Танка, И. Френкеля, А. Фатьянова, М. Светлова, А. Твардовского, Я. Купалы, М. Голодного, М. Александрова, Н. Рыленкова, А. Русака, A. Жарова, В. Пухначева,  Я. Шведова, И. Уткина, М. Рудермана, П. Бровки, B. Кожевникова, А. Прокофьева и др.;
- Хоры на слова советских поэтов, в том числе Белорусская красноармейская сюита, 10 шахтерских песен (слова В. Хмары), Белорусская сюита (слова народные);
- Песни для детей, в том числе сюита Четыре времени года (слова М. Исаковского, А. Лугина, Я. Купалы);
- Комедийная оперетта Зарэчны Барок (Заречный борок) с либретто Алеся Жаврука и Андрея Ушакова, которая была поставлена на минской сцене в 1940 году и является таким образом первой белорусской опереттой;
- Музыка к драматическим спектаклям, радиопостановкам, короткометражным фильмам «Песнь о дружбе» 1941 г. и «Родные напевы» 1948 г., выпуску №109 Союзкиножурнала;
- Обработка народных песен (Я пойду в свою светлицу, Сел комарик на дубочек, Как в лесу, лесу-лесочке и мн. др.)